# Parco nazionale dell'Alta Murgia
Il parco nazionale dell'Alta Murgia, abbreviato in PnAM, è un parco nazionale istituito nel 2004 situato in Puglia, nelle province di Bari e di Barletta-Andria-Trani.  La sede amministrativa del Parco è a Gravina in Puglia, in Via Firenze n. 10.
Da settembre 2024 fa parte del sistema di geoparchi mondiali UNESCO.

## Storia
L'ente Parco nazionale dell'Alta Murgia è stato istituito mediante il decreto dal Presidente della Repubblica il 10 marzo 2004.

## Territorio
Il parco ha un'estensione di 68.033 ettari. Si estende nella parte più elevata dell'altopiano delle Murge di nord-ovest. 
Coincide con una parte della più estesa zona di protezione speciale istituita per proteggere la steppa a graminacee, habitat del falco grillaio (sito di importanza comunitaria). 

### Punti d'interesse
Tra le principali attrazioni del parco va annoverato Castel del Monte, uno dei più famosi castelli del meridione italiano nonché patrimonio dell'umanità. 
Il parco presenta attrazioni di diversi tipi:
- Le miniere di bauxite in località Murgetta in territorio di Spinazzola;
- Il castello svevo di Gravina in Puglia;
- Il museo erbario di Ruvo di Puglia
- Il parco comunale Robinson con l'annessa pineta di Gravina in Puglia;
- La pineta Galietti di Santeramo in Colle;
- Il bosco Mesola di Cassano delle Murge;
- La pineta comunale Lagopetto di Grumo Appula
- la foresta Mercadante nel territorio di Cassano delle Murge e di Altamura
- la grotta di Lamalunga, una cavità che ospita l'Uomo di Altamura uno scheletro di uomo di Neanderthal vissuto 150 mila anni fa. Nella stessa grotta sono stati ritrovati reperti faunistici datati tra i 500 e i 400 mila anni fa.
- la cava dei dinosauri, ad Altamura, dove nel 1999 sono state ritrovate circa trentamila orme di dinosauri che ne fa il giacimento più ricco al mondo;
- il Pulo di Altamura, rappresentante la più grande dolina carsica del territorio, a circa 6 chilometri a nord della città di Altamura;
- il Pulicchio di Gravina, una dolina carsica molto estesa, a 10 km dall'abitato di Gravina in Puglia;
- la Grave di Faraualla, un profondo inghiottitoio di origine carsica nel territorio di Gravina in Puglia;
- il parco archeologico di Botromagno e Padre Eterno di Gravina in Puglia;
- la gravina di Gravina in Puglia: dove nascono le gravine della Basilicata e dell’arco ionico tarantino;
- la necropoli di San Magno a Corato;
- la grotta di Santa Maria degli Angeli a Cassano delle Murge;
- particolari sono gli jazzi, costruzioni rupestri utilizzate durante i periodi di transumanza, frequenti soprattutto nel territorio di Andria, Gravina, Ruvo, Minervino e Spinazzola.

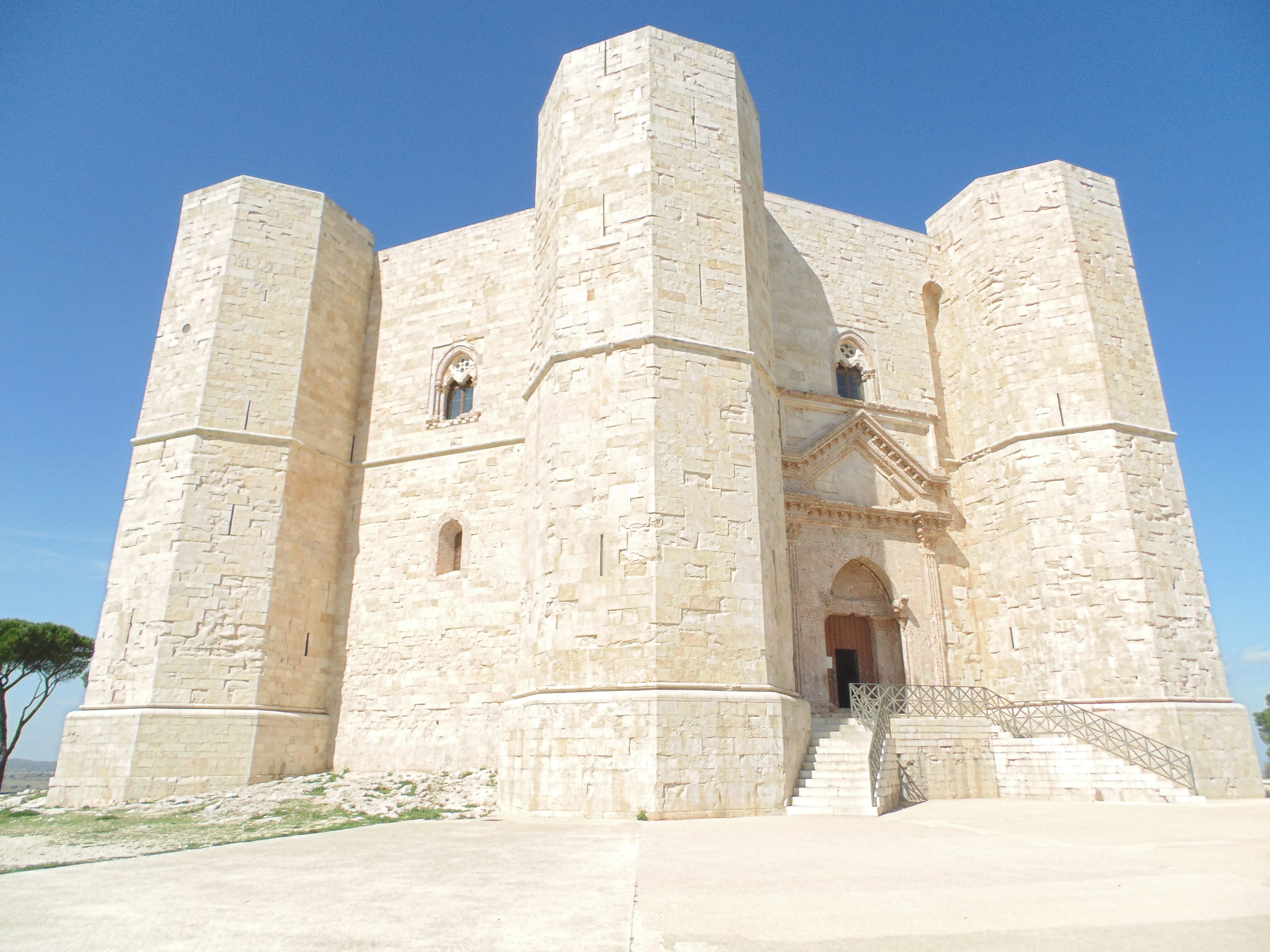
Castel del Monte
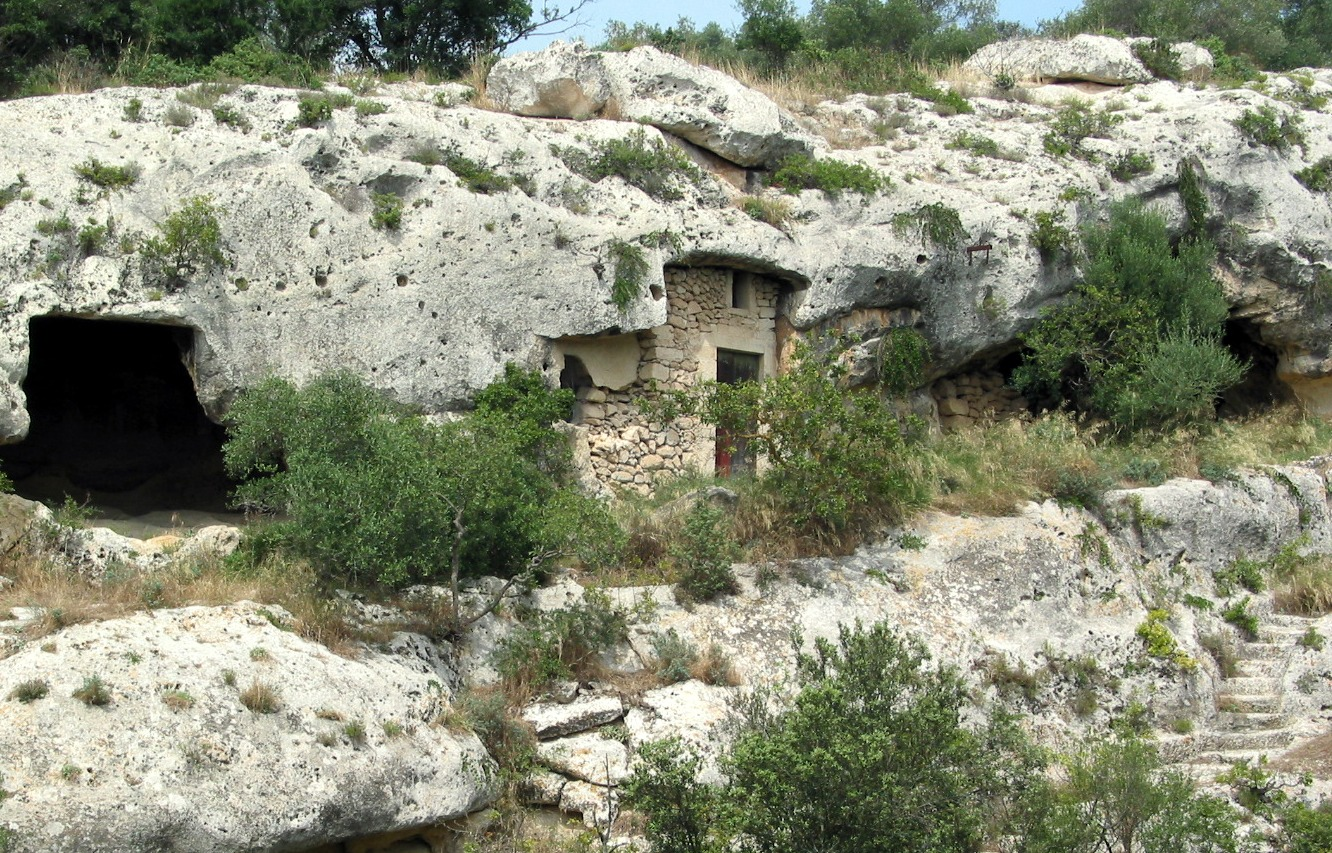
Architettura rupestre nel parco nazionale
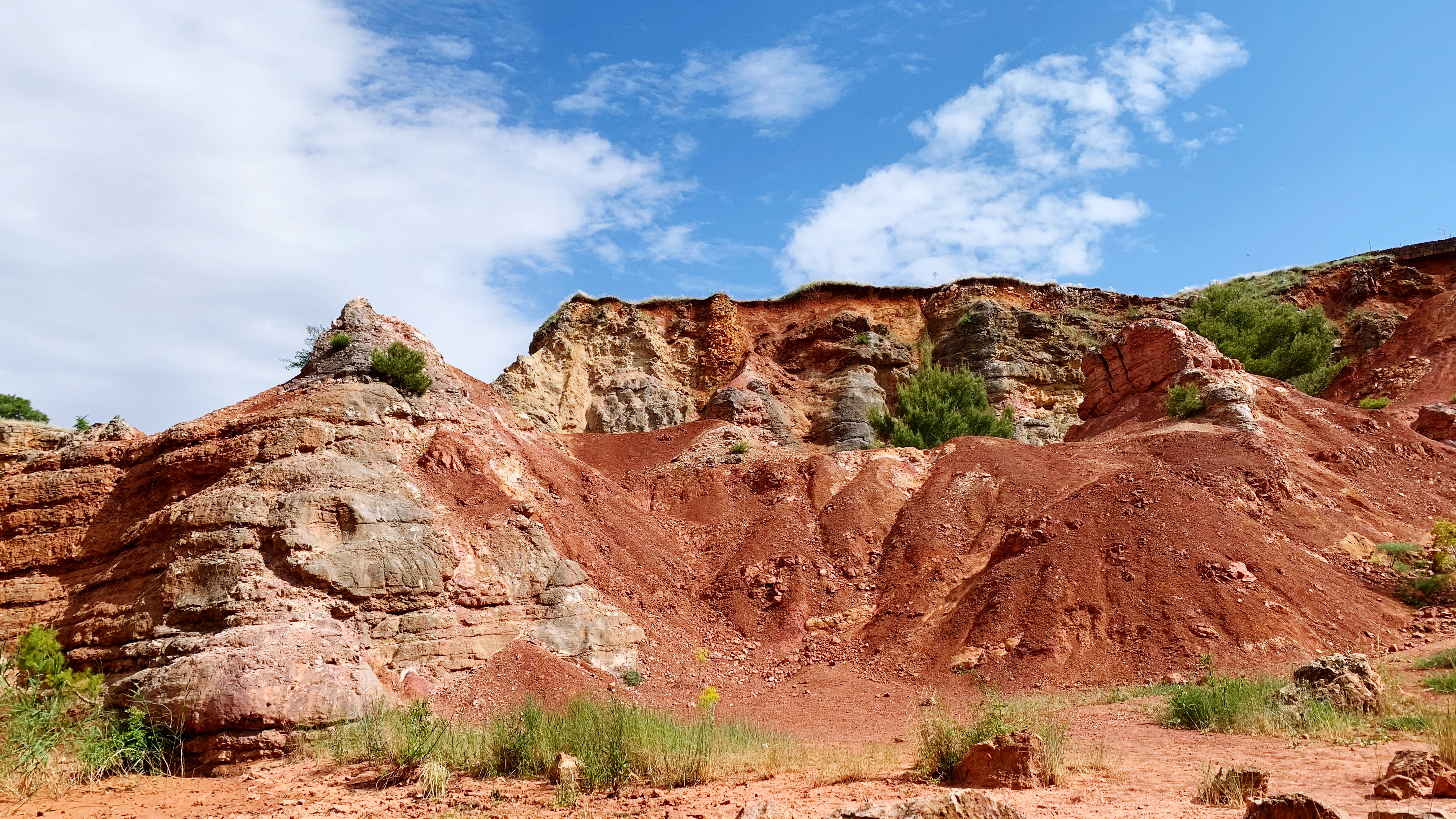
Bauxite nel parco
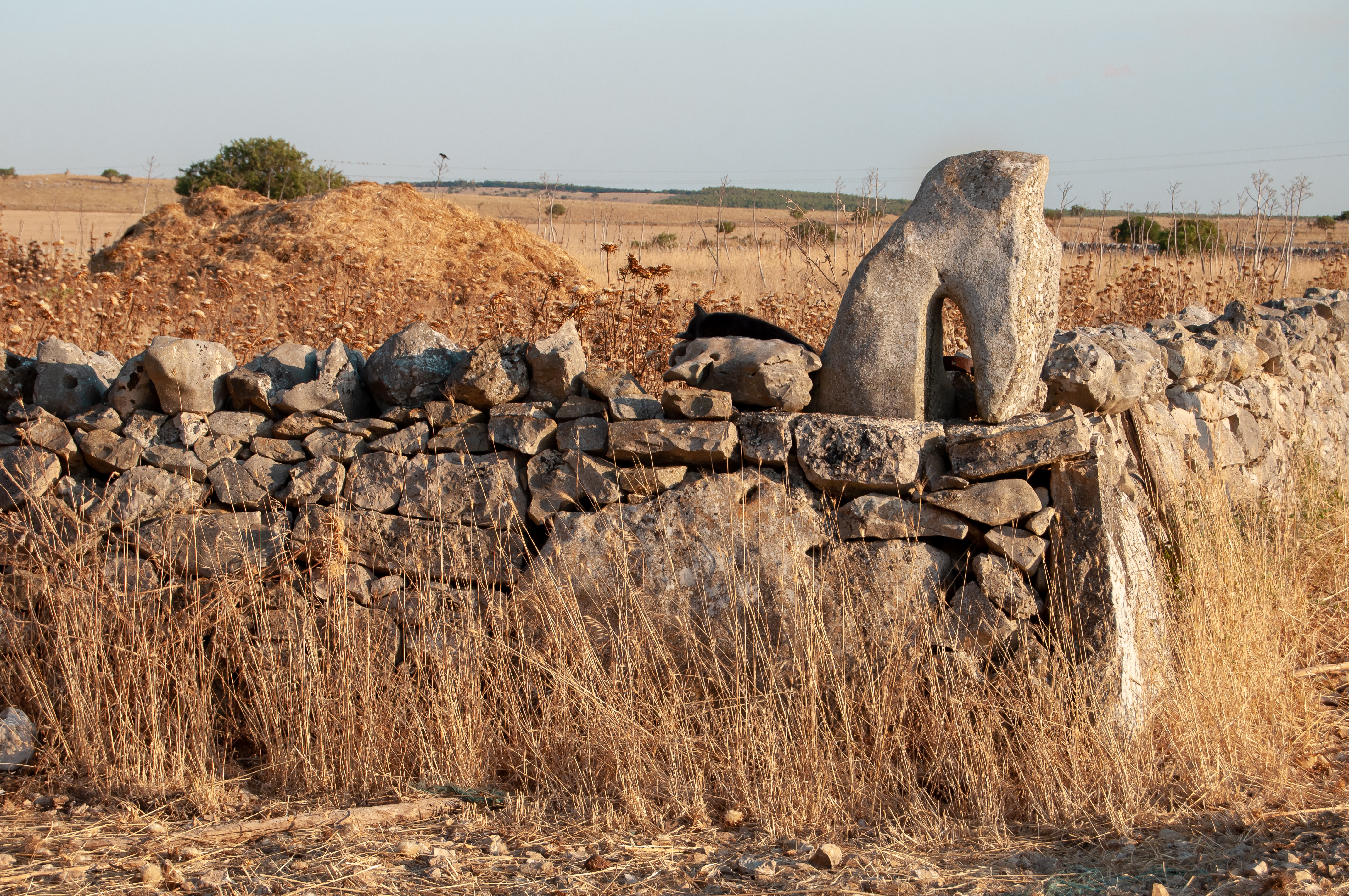
Muretto realizzato con la tecnica a secco
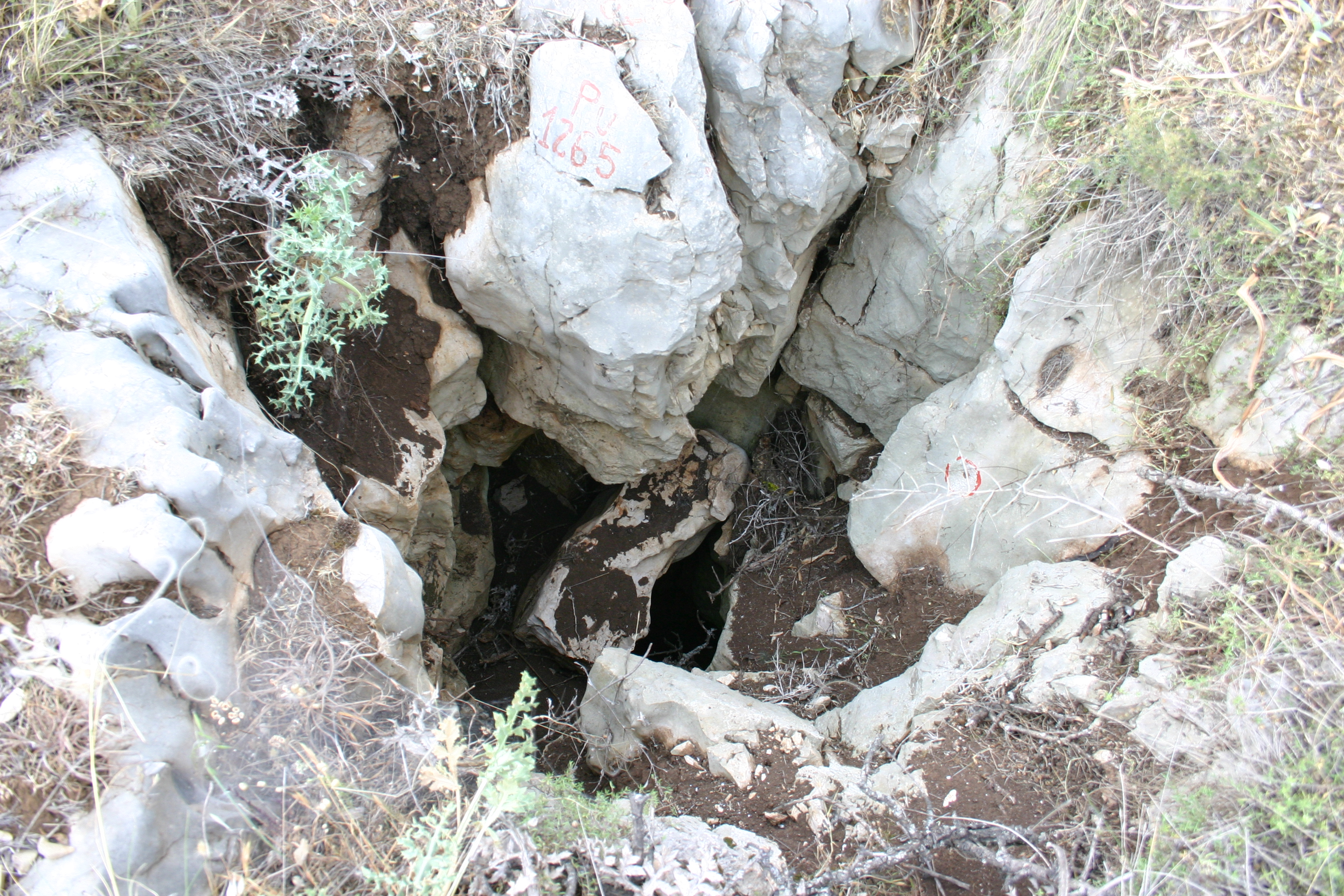
Imboccatura di un inghiottitoio
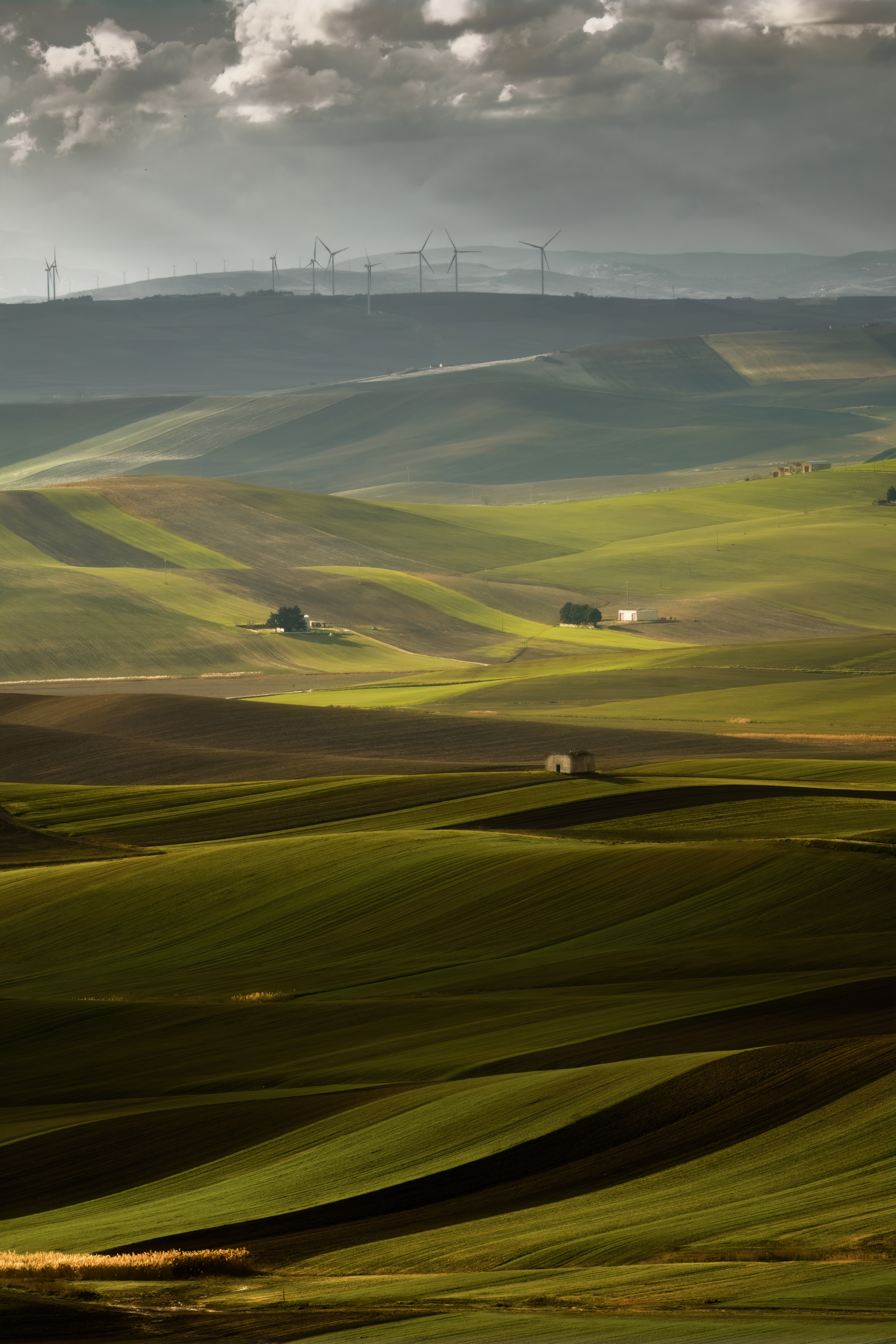
La vallata di Poggiorsini

### Comuni
Ne fanno parte i comuni di:
| #  | Comune              | Province interessate  | Superficie tutelata in Ha (km²) | Superficie del comune (km²) | Percentuale tutelata (% ) | Altitudine (m s.l.m.) | Frazioni |
| -- | ------------------- | --------------------- | ------------------------------- | --------------------------- | ------------------------- | --------------------- | --- |
| 1  | Altamura            | Bari                  | 12660 (126,60)                  | 431,38                      | 29,34                     | 480                   | Fornello, Madonna del Buon Cammino, Masseria Franchini, Casal Sabini, Parisi, Selva                             |
| 2  | Andria              | Barletta-Andria-Trani | 12000 (120,00)                  | 402,89                      | 29,78                     | 151                   | Castel del Monte, Montegrosso, Troianelli, Punta di bosco spirito, Citulo, Posta di Grotte, Petrone, Le Palombe |
| 3  | Ruvo di Puglia      | Bari                  | 9949,50 (99,495)                | 223,83                      | 44,45                     | 266                   | Calendano |
| 4  | Gravina in Puglia   | Bari                  | 7587 (75,87)                    | 384,73                      | 19,72                     | 385                   | Murgetta, Dolcecanto, Pantanella, Santa Teresa di Gravina, Selva, Rifezza                                       |
| 5  | Minervino Murge     | Barletta-Andria-Trani | 7481 (74,81)                    | 257,41                      | 29,06                     | 429                   | |
| 6  | Corato              | Bari                  | 5411 (54,11)                    | 169,35                      | 31,95                     | 232                   | Oasi di Nazareth, Casa Messori                                                                                  |
| 7  | Spinazzola          | Barletta-Andria-Trani | 3944 (39,44)                    | 184,01                      | 21,43                     | 435                   | |
| 8  | Cassano delle Murge | Bari                  | 3206 (32,06)                    | 90,20                       | 35,54                     | 341                   | |
| 9  | Bitonto             | Bari                  | 1959 (19,59)                    | 174,34                      | 11,24                     | 118                   | Mariotto, Palombaio                                                                                             |
| 10 | Toritto             | Bari                  | 1923 (19,23)                    | 75,35                       | 25,52                     | 233                   | Quasano |
| 11 | Santeramo in Colle  | Bari                  | 864 (8,64)                      | 144,86                      | 5,96                      | 505                   | Jazzitiello, Alessandriello, Iesce                                                                              |
| 12 | Grumo Appula        | Bari                  | 627 (6,27)                      | 81,30                       | 7,71                      | 181                   | Mellitto |
| 13 | Poggiorsini         | Bari                  | 127,5 (1,275)                   | 43,44                       | 2,93                      | 460                   | |
|    | Totali              |                       | 68033 (680,33)                  | 2663,09                     | 25,54                     |                       | |

I dati sono aggiornati al 01/01/2016

## Gestione amministrativa

### Presidenti
- Cesareo Troia - da maggio 2017 (Vicariato)
- Cesare Veronico - dal febbraio 2012 a febbraio 2017
- Francesco Tarantini - da giugno 2017 a - in corso

## Flora
La vegetazione dell'Alta Murgia cambia a seconda della zona. Questo habitat è un susseguirsi di formazioni rocciose, fitti boschi e vaste distese steppiche. In queste praterie rocciose ritroviamo alberi tipici della vegetazione mediterranea quali il cipresso comune e il pino d'Aleppo (frutto di rimboschimenti), oltre ad aree più o meno estese di querceto. 
Nei boschi della Murgia oggi si ritrovano perlopiù esemplari di roverella, fragno, la quercia spinosa, il leccio, il cerro  il farnetto  e quercia della Palestina. In compenso sono molto diffuse specie di erba bassa e media nelle aree steppiche, come l'asfodelo  la ferula la stipa e le numerose specie di orchidee dei generi Serapias, Orchis e Ophrys. Di recente scoperta è la specie Ophrys murgiana..
Il sottobosco è ricco di piante come il caprifoglio, il biancospino, il pungitopo, il cisto e il mirto, lentisco e ilatro. Sulle rocce è facile trovare le piante di cappero, coi loro bei fiori, oltre a piante aromatiche quali la pianta del rosmarino e dell'origano. La vegetazione arboreo-arbustiva caratterizzante i pascoli naturali è costituita dall'asparago, il noce, il fico, il mandorlo, il ramno, il nespolo, il prugnolo, il lampone,  la mora selvatica, l'olivastro, la marruca, il perastro, il mandorlo selvatico.
Numerose i fiori quali la clematide, il ciclamino, la rosa canina, il gigaro e la rosa di San Giovanni e la peonia. Tra le specie fungine troviamo il fungo cardoncello e la gallinella, fungo commestibile dall'intenso colore giallo, oltre a numerose altre specie non commestibili.

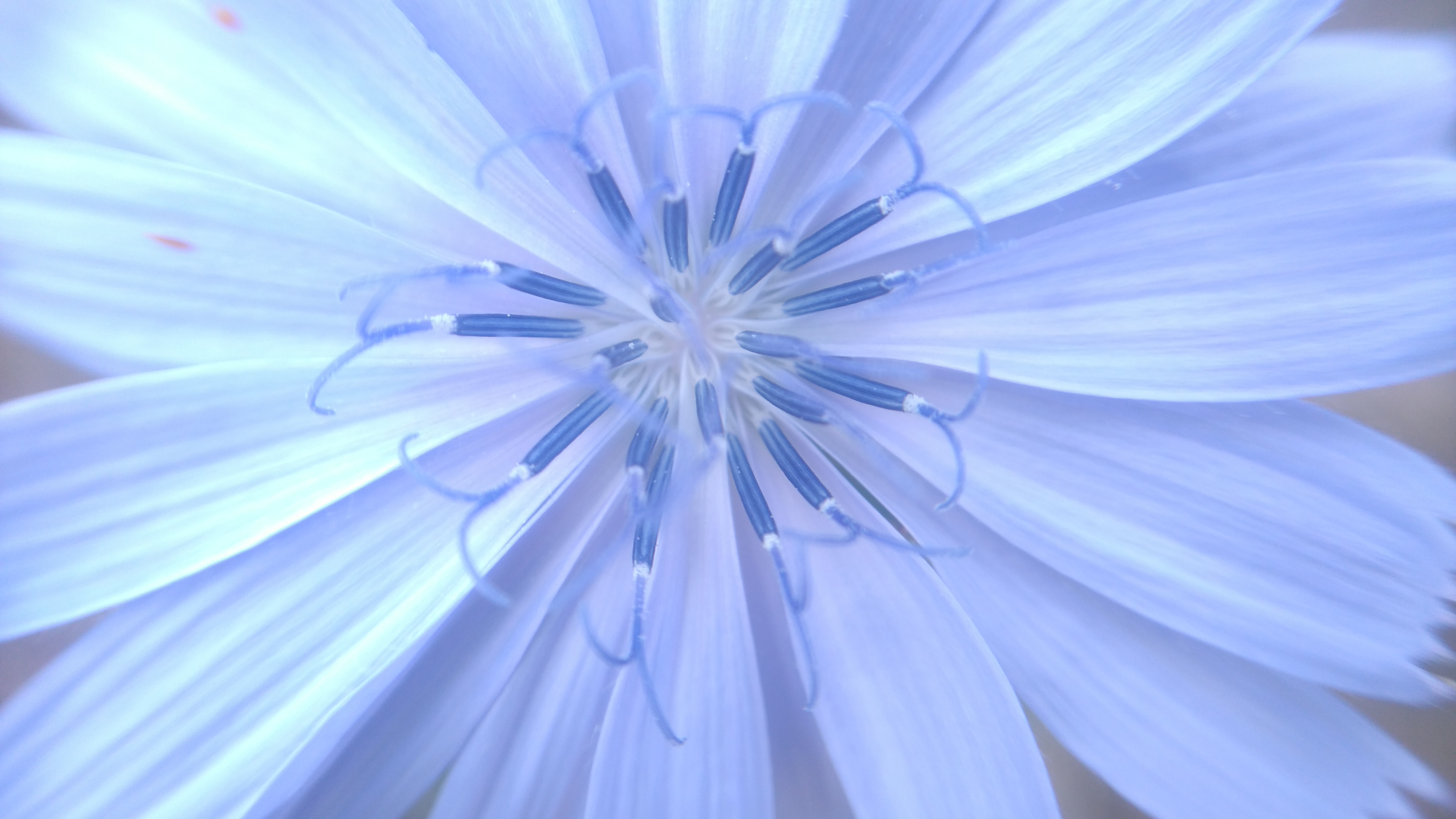
Cicoriella
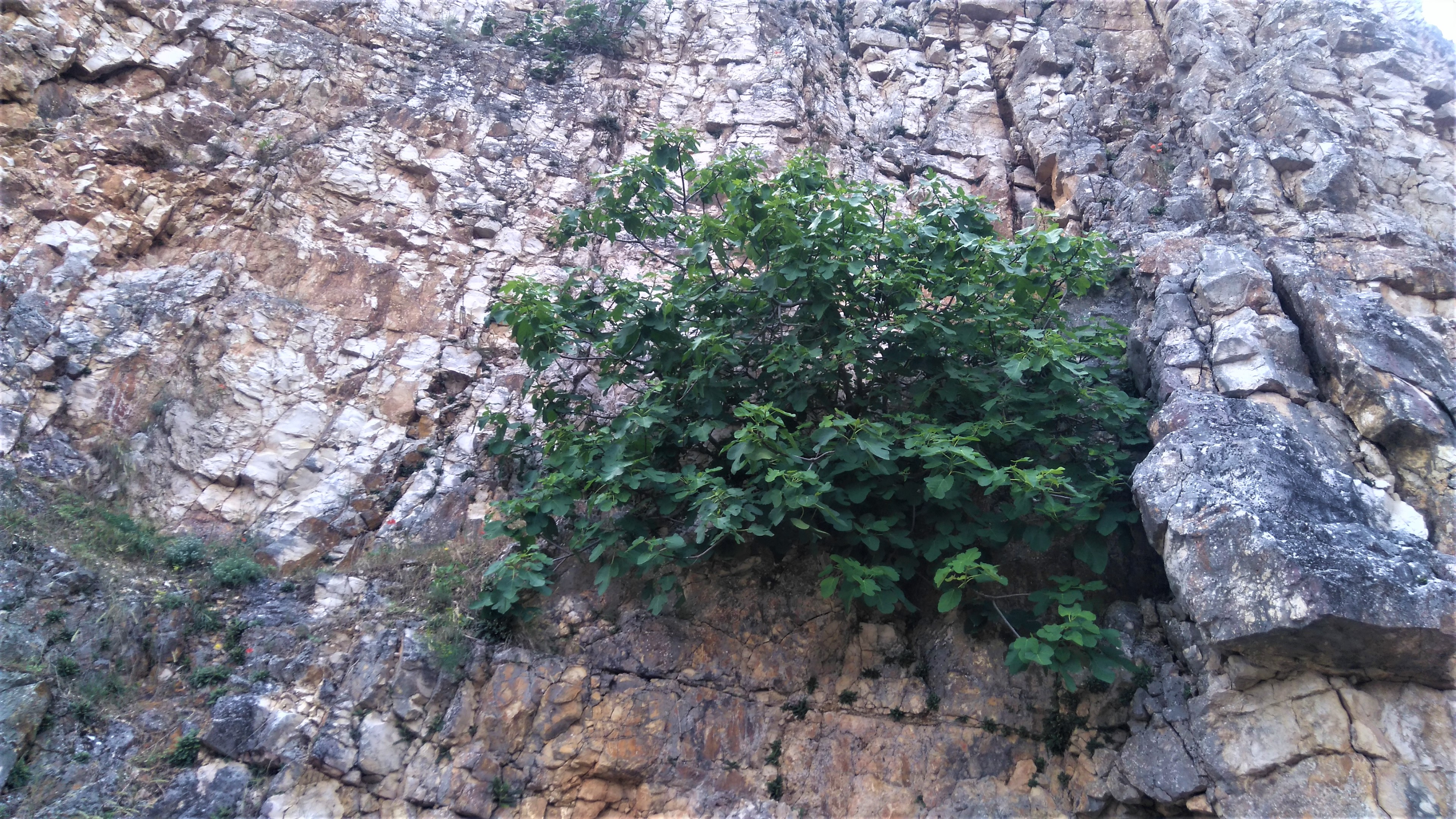
Fico comune

### Bosco di Acquatetta
Il Bosco di Acquatetta è un bosco artificiale situato tra i comuni di Minervino Murge e Spinazzola. Si trova incluso nel territorio del Parco nazionale dell'Alta Murgia e con i suoi 1083 ettari è il più esteso della Provincia di Barletta-Andria-Trani, nonché uno dei più grandi di Puglia.
Nel bosco si è verificato uno sviluppo spontaneo di esemplari di roverella e di specie tipicamente mediterranee come la quercia spinosa o il leccio.

## Fauna
Nel parco nazionale alberga una buona varietà di fauna, soprattutto di piccole e medie dimensioni, che possono trovare una discreta gamma di alimenti in questo singolare e vasto ambiente, caratterizzato dall'alternarsi di vaste distese erbose, formazioni rocciose, campi coltivati e fitte selve. Altro fattore agevolante per gli animali è la presenza di numerose grotte, anfratti e formazioni rocciose, che offrono loro rifugio. È da far notare la mancanza di corsi d'acqua d'altronde un po' tipica di tutta la Puglia.

### Artropodi
Fra le altre specie di artropodi presenti nell'area del parco sono presenti: Prionotropis Appula, l'insetto stecco, la lucciola, la vedova nera mediterranea e il crostaceo Triops cancriformis, dalle sembianze di un fossile vivente con una morfologia che rimane piuttosto invariata da almeno 200 milioni di anni.

### Mammiferi
Tra la popolazione di mammiferi si attestano le seguenti specie: donnole, faine, istrici, lepri, scoiattoli, piccoli roditori (quali il moscardino, il ghiro, il topo quercino, il mustiolo, l'arvicola di Savi, il topo selvatico), volpi , tassi e puzzole. Di particolare interesse naturalistico risultano i grossi e schivi gatti selvatici. Notevole anche la presenza di diverse specie di chirotteri quali il ferro di cavallo maggiore, il ferro di cavallo minore, il ferro di cavallo mediterraneo, il miniottero, e il vespertilio maggiore.
In passato era nota la presenza di lupi, generalmente provenienti dall'Abruzzo o dalla più vicina Lucania in cerca di greggi per sfamarsi, che in seguito al drastico aumento del numero di cinghiali hanno ricominciato a riaffacciarsi nel parco come attestano le documentazioni fotografiche, gli avvistamenti e i diversi ritrovamenti di resti di animali come pecore, volpi o cinghiali predati da questo cacciatore. Ultimamente sembrano essere di stanza nel parco, con una popolazione ancora non ben identificabile ma che si sta comunque riadattando ad un habitat dove vi erano stati nel corso della seconda metà del ventesimo secolo solo sporadici avvistamenti. Sembra che vengano proprio dalla murgia i lupi che stanno tornando a riaffacciarsi e a cacciare nelle aree del Brindisino e del Tarantino (precisamente nelle aree di Ostuni, Ceglie Messapica, Cisternino e Martina Franca).

### Rettili
Tra i rettili possiamo annoverare, oltre alla comunissima lucertola campestre ed alla testuggine comune la presenza del ramarro, del geco di Kotschy e di vari serpenti, tra cui la vipera, il cervone, il biacco, la biscia dal collare e il colubro leopardino.

### Anfibi
Anche gli anfibi sono presenti, nonostante l'ambiente arido non lo farebbe supporre: accanto ad alcune specie di anuri più comuni come il rospo comune, il rospo smeraldino e la rana di Uzzell, è stato rinvenuto, in un unico sito, l'ululone appenninico, e quale unico urodelo del parco, il tritone italiano.

### Uccelli
Numerose sono le specie di uccelli presenti nel parco, alcune di notevolissima importanza conservazionistica quali l'occhione, mentre è in corso un progetto per la reintroduzione della gallina prataiola. 
Si rinvengono varie specie di tordi, di merli, il culbianco, l'upupa, l'usignolo, il verzellino, il pettirosso ma anche corvidi come il corvo imperiale, la taccola e la cornacchia grigia o la gazza. È possibile anche ritrovare con una certa frequenza il picchio rosso e il picchio verde. 
Varie specie selvatiche di columbidi sono avvistabili, quali il colombo selvatico, la tortora selvatica e quella dal collare. 
Inoltre, possono osservare la calandra, la calandrella, la cappellaccia, il rigogolo, lo scricciolo, la capinera, la tottavilla, la cesena, lo strillozzo, la cinciallegra, la cinciarella, la cincia bigia, lo zigolo nero, il tordo bottaccio, il merlo, il fringuello, il pettazzurro, l'allodola. 
Non è rarissimo, in alcuni periodi, imbattersi nel fagiano e nella quaglia. 
Alti nel cielo dell'aspro territorio murgiano si incontrano numerosi rapaci: il gheppio, il nibbio bruno, il falco lanario e il falco pellegrino. Importantissima la presenza del falco grillaio, adattatosi all'ambiente urbano al punto di nidificare sui campanili romanici e sugli edifici più alti dei centri storici. Sempre più frequenti sono gli avvistamenti, in più zone del parco, della grande aquila reale. Presenti anche la poiana, il nibbio reale, il biancone, l'albanella minore e il falco di palude. Tra i rapaci notturni troviamo il barbagianni, la civetta, l'allocco, il gufo comune e l'assiolo. 
Nelle poche aree umide è possibile incontrare l'airone cenerino, che costruisce i suoi nidi a partire da febbraio, e alcuni uccelli migratori, come la marzaiola; nei periodi di passo non è rarissimo avvistare qualche cicogna.

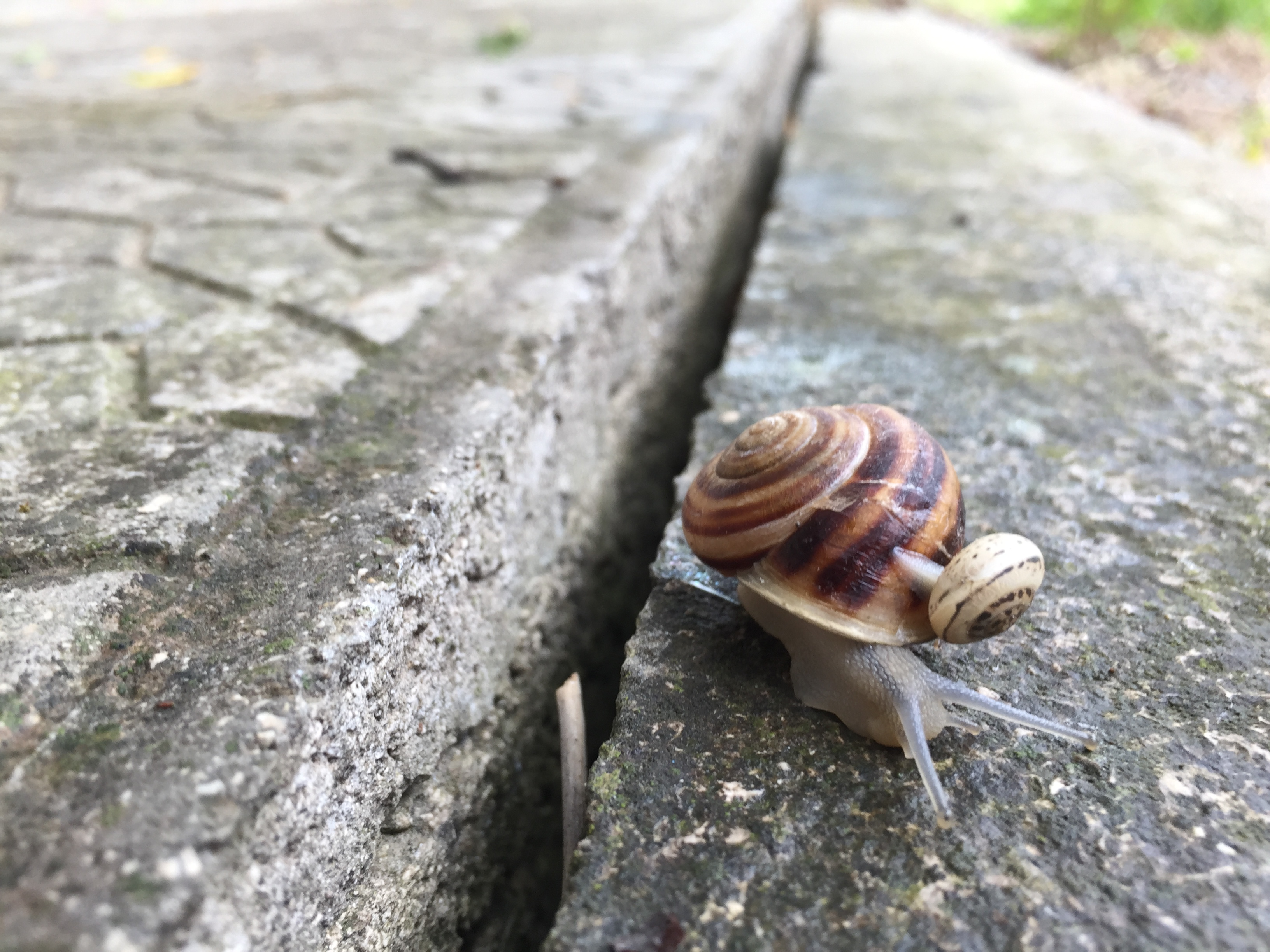
Eobania vermiculata
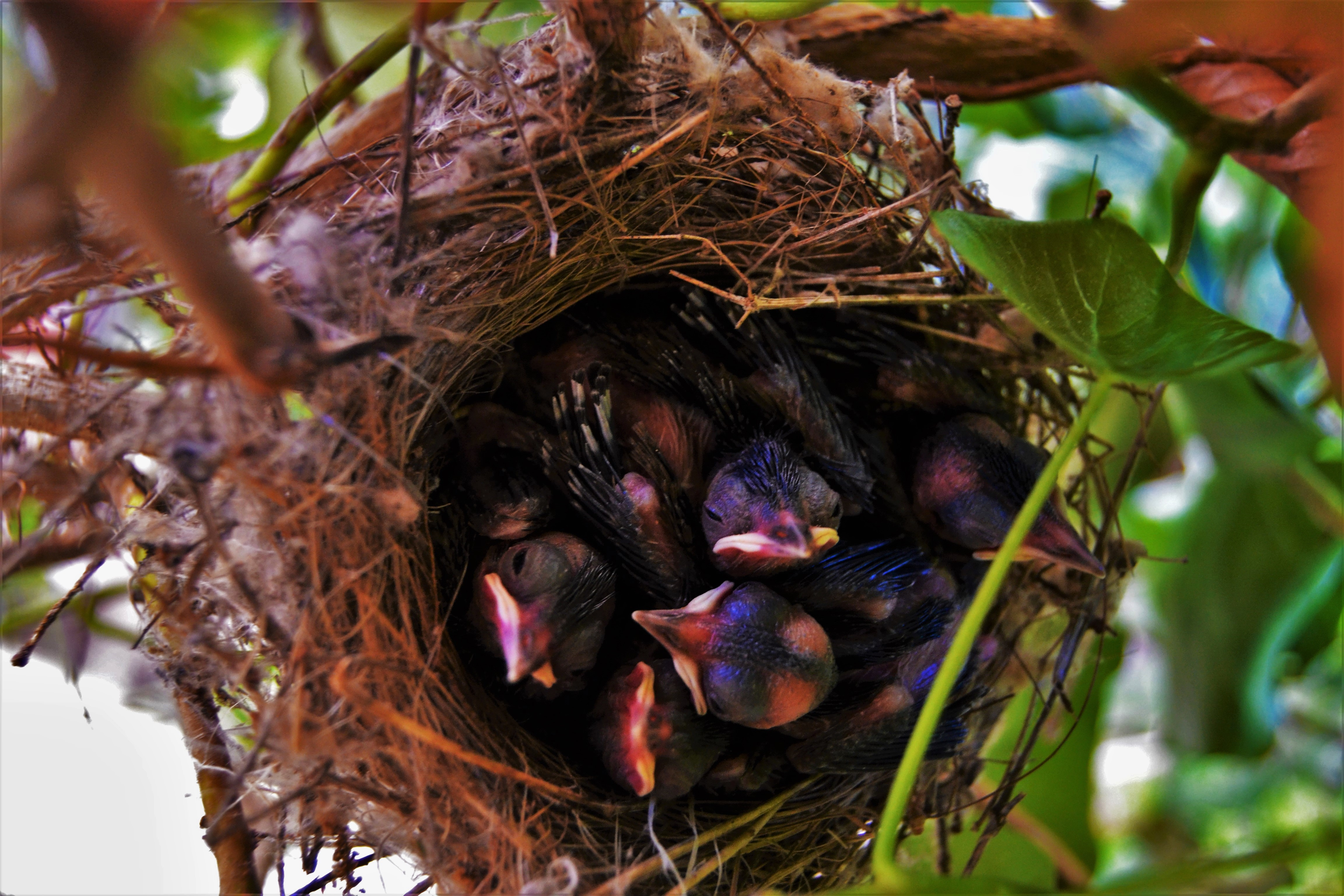
Nido d'uccelli nella campagna santermana
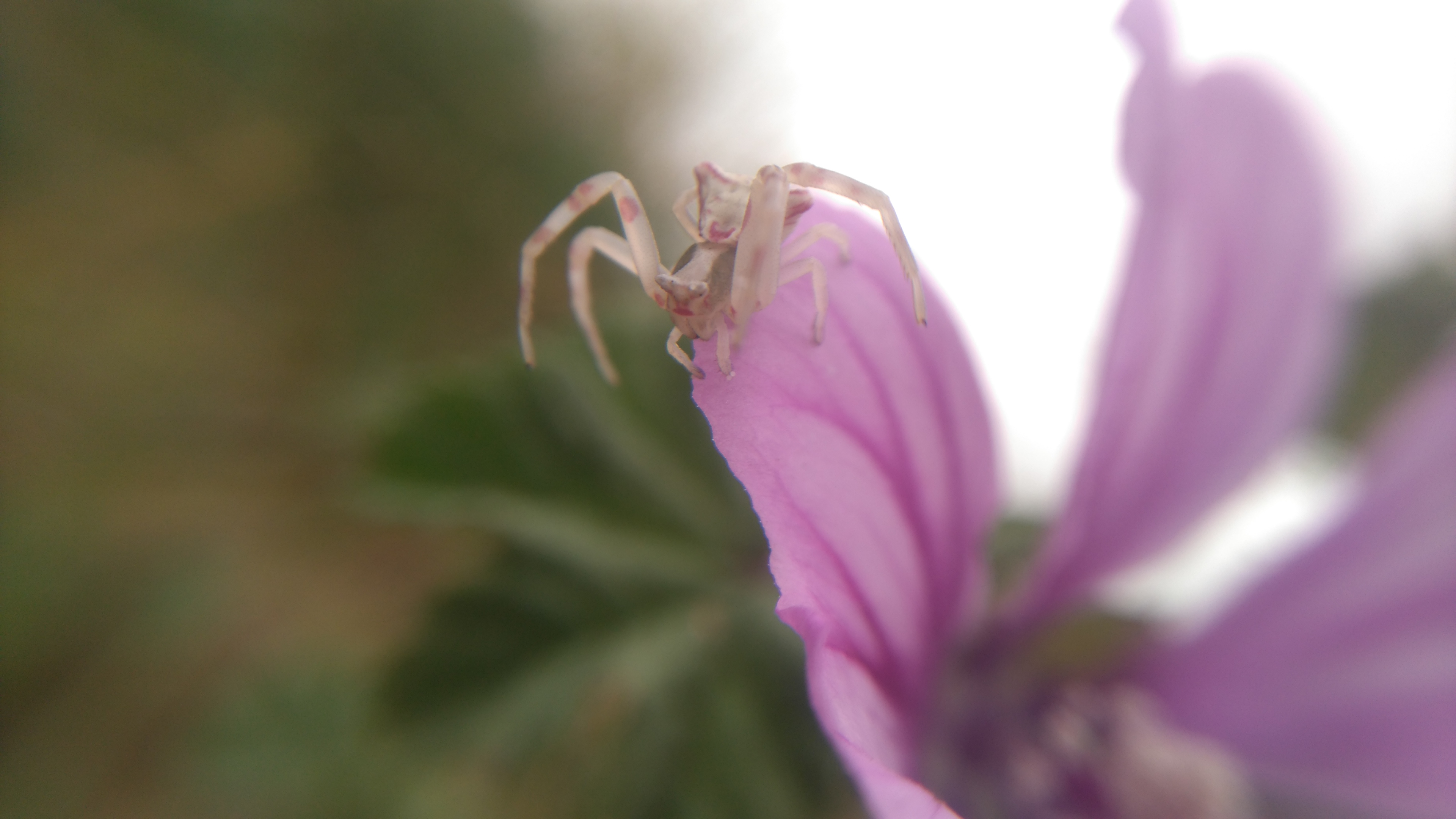
Thomisus onustus su un petalo di malva
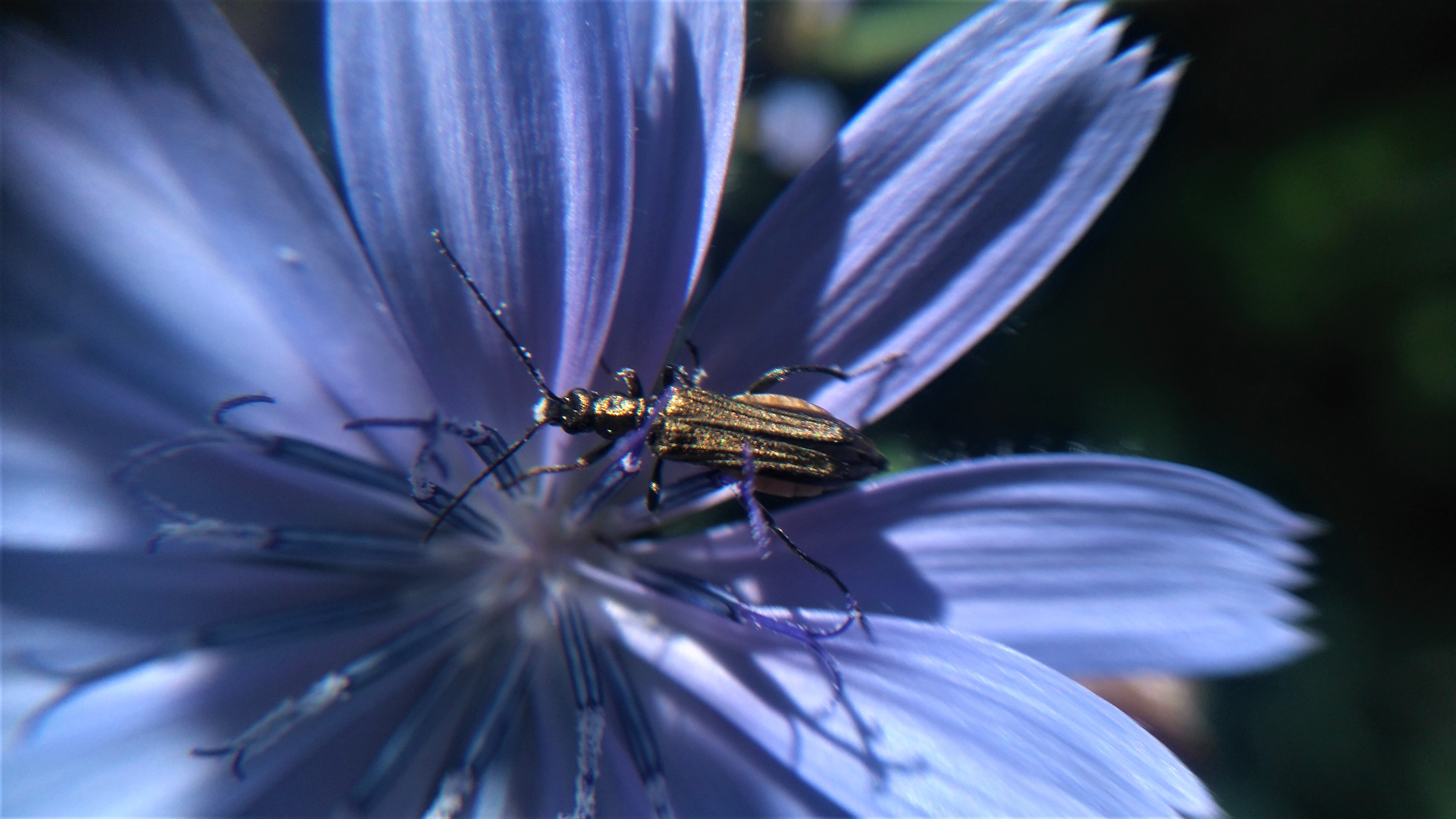
Fiore di cicoriella con coleottero bronzo dorato di tipo Fallacia

## I progetti di conservazione
L'Ente Parco, in collaborazione con il Centro Studi Naturalistici onlus sta realizzando uno studio di fattibilità per valutare la possibilità di reintrodurre la Gallina prataiola (Tetrax tetrax) nell'ambito del territorio delle Murge.